# اوکه آندرشون
اوکه آندرشون (سوئدی: Åke Andersson; ۲۲ آوریل ۱۹۱۷ – ۲۰ ژوئیهٔ ۱۹۸۳) بازیکن فوتبال اهل سوئد بود.
از باشگاه‌هایی که در آن بازی کرده‌است می‌توان به باشگاه فوتبال ای‌آی‌کی اشاره کرد.
وی همچنین در تیم ملی فوتبال سوئد بازی کرده‌است.